# El Atabal
El Atabal es un barrio periférico situado en el distrito Puerto de la Torre, al oeste de la ciudad de Málaga (España). Según la delimitación oficial del ayuntamiento, limita al sur con los barrios de Hacienda Cabello, Los Molinos, Los Ramos y Virgen del Carmen. Al este limita con Universidad Laboral, mientras que al norte y al oeste comienza el campo abierto.
El parque residencial del barrio está formado por viviendas unifamiliares exentas, rodeadas por jardines de propiedad privada y a menudo con piscinas particulares. El barrio se articula a través de una serie de calles sinuosas que bajan por la ladera del monte desde lo alto del barrio hasta la avenida Lope de Vega, en la que se encuentran los accesos principales.
En este barrio podemos encontrar un colegio con su mismo nombre. Es un centro concertado-privado que imparte educación infantil, primaria y secundaria.

## Historia
Se trata de un barrio surgido a principios de los años 1960, con el asentamiento de una colonia de ciudadanos neerlandeses procedentes de Indonesia que tras la pérdida de las colonias se había visto obligados a retornar a Europa, pero que no se adaptaban bien al clima holandés. Estos nuevos colonos compraron 53 ha de la Finca de El Atabal y constituyeron una fundación en La Haya para promover la urbanización, a cuyas calles se dieron nombres de antiguas colonias neerlandesas e islas indonesias. Para el año 1968 vivían permanentemente unas 50 familias. En la actualidad muchos de los malagueños de origen holandés y rasgos asiáticos provienen de esta colonia.
La colonia, que también se nutrió de familias procedentes de Suriname, Aruba, Singapur, Liberia, Nigeria y la propia Holanda, llegó a contar con su propio periódico en holandés, el Atabal-Koerier, así como club social, biblioteca y servicio de microbús: "El Atabal Express".

## Transporte
En autobús queda conectado mediante las siguientes líneas de la EMT: 
| Línea | Trayecto                               | Recorrido | Frecuencia                              |
| ----- | -------------------------------------- | --------- | --------------------------------------- |
| 21    | Alameda Principal - Puerto de la Torre | Recorrido | 12 minutos                              |
| N4    | Alameda Principal - Puerto de la Torre | Recorrido | 23.30, 1.00 (Alameda) 0.15 (Pto. Torre) |

Y las siguientes líneas interurbanas del Consorcio de Transporte Metropolitano del Área de Málaga:
| Línea | Trayecto       | Recorrido y Horarios | Plano | Operadora                      |
| ----- | -------------- | -------------------- | ----- | ------------------------------ |
| M-250 | Málaga-Almogía | Recorrido y Horarios | Plano | Autocares Sierra de las Nieves |